# Черкаський художньо-технічний коледж
Черкаський художньо-технічний коледж — державний навчальний заклад фахової передвищої освіти у місті Черкаси.

## Історія
Коледж було засновано 1974 року як Черкаське професійно-технічне училище № 20. 2004 року згідно з наказом МОН України навчальний заклад був реорганізований у сучасний коледж.

## Спеціальності
Коледж готує робітників за наступними спеціальностями:
- Обслуговування програмних систем і комплексів
- Комп'ютерна обробка текстової, графічної та образної інформації
- Зварювальне виробництво
- Землевпорядкування
- Обслуговування та ремонт автомобілів і двигунів
- Архітектурне проектування та внутрішній інтер'єр
- Дизайн
- Декоративно-прикладне мистецтво
- Перукарське мистецтво та декоративна косметика

## Структура
Коледж має власну територію, 2 навчальні корпуси з лабораторіями, кабінетами та майстернями, 2 гуртожитки.

## Педагогічний колектив
У коледжі працює 64 педагоги.